# Славянский кремль
Славянский кремль — комплекс построек, расположенных на участке в 2,4 га недалеко от деревни Валищево в 30 км от МКАД в восточной части городского округа Подольск Московской области. Основан в 2005 году. Автором проекта и хозяином усадьбы является российский путешественник В. В. Сундаков.

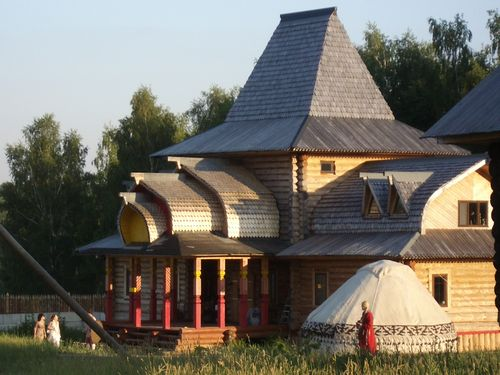
Славянский Кремль

На территории возведены такие строения, как «Княжий терем», «Славянский храм», шатровая мельница, русская изба, привезённая с Русского Севера. Здесь ежегодно проводятся этнографические, исторические, культурологические и музыкальные фестивали, в которых принимают участие сотни представителей клубов исторической реконструкции из многочисленных городов России, Украины, Белоруссии, Германии, проводятся «кологодные» праздники (приуроченные к летнему и зимнему солнцестояниям, весеннему и осеннему равноденствиям), творческие встречи, мастер-классы и инициативные мероприятия различных клубов.
Целями создания славянского комплекса являются: 1) формирование национально-территориальной культуры российского общества, 2) объединение выразительных артефактов человечества, связанных с историей эволюции мировых цивилизаций и древних религий, а также активная популяризация отечественной и мировой истории и всемирной географии.